# Лобачі
Лобачі́ — село в Україні, у Решетилівській міській громаді Полтавського району Полтавської області. Населення становить 468 осіб. До 2020 орган місцевого самоврядування — Лобачівська сільська рада.

## Географія
Село Лобачі розташоване на відстані 0,5 км від села Тривайли та за 1,5 км від сіл Глибока Балка та Крохмальці. Селом протікає пересихаючий струмок з загатою. Поруч проходить автомобільна дорога М03.

## Історія
Засновано козаком як хутір, який носив його прізвище. Із часом хутір розрісся в село, де родинні зв'язки дедалі більше віддалялися і багато односельчан були вже просто однофамільцями. Вихідці із цього села та їх нащадки розселилися по всій Україні та за її межами, але з радістю навіщають своє фамільне село. Один із таких вихідців Лобач Валерій Никифорович 1948 р. народження, син Лобача Никифора Митрофановича, батько якого був єдиним поміщиком і власником земель с. Лобачі до Жовтневого перевороту, придбав у селі хатку і повісив на дверях металеву табличку — девіз «Лобачівському роду — нема переводу», табличка зберігається й зараз .[джерело?]
12 червня 2020 року, відповідно до розпорядження Кабінету Міністрів України № 721-р «Про визначення адміністративних центрів та затвердження територій територіальних громад Полтавської області», село увійшло до складу Решетилівської міської громади.
19 липня 2020 року, в результаті адміністративно - територіальної реформи та ліквідації Решетилівського району, село увійшло до складу новоутвореного Полтавського району Полтавської області.

## Населення

### Мова
Розподіл населення за рідною мовою за даними перепису 2001 року:
| Мова            | Кількість | Відсоток |
| --------------- | --------- | -------- |
| українська      | 456       | 97.44%   |
| російська       | 11        | 2.35%    |
| інші/не вказали | 1         | 0.21%    |
| Усього          | 468       | 100%     |

## Економіка
- «Еліта», аграрне об'єднання фермерських господарств.

## Об'єкти соціальної сфери
- Школа І-ІІ ст.
- ДИСТАНЦІЙНА ШКОЛА #1 У ЛОБАЧАХ